# The Pilgrim's March
The Pilgrim's March es el primer lanzamiento de la banda argentina Tengwar. Fue grabado por Julián Bonino en febrero de 2004 en el estudio La Taberna y en agosto de 2005 por Ezequiel Wiurnos en el estudio La Nave de Oseberg, producido por la banda y publicado y distribuido por el sello propio Anglarond Records. Actualmente se encuentra agotado y se puede descargar gratuitamente desde la página web de la banda.

## Lista de temas
1. Marching South (3:50)[4]
2. The Pilgrim's Gone (5:24)[5]

## Integrantes
- Thorvi Fairstone: voz
- Khâli Stormpipe: gaitas
- Seumas Mac Lìonadair: violín
- Graëwyn Windspell: flautas
- Rubén Soifer: cromorno
- Tryzwen Darkaxe: bajo
- Ferin Hammerhand: batería

### Coros
- Halatir Stronghelm
- Abel Leguizamón
- Thorvi Fairstone

### Músicos invitados
- Feredur Pathlord: violín
- Julián Bonino: guitarras

## Críticas
Fue catalogado por la página de internet MetalStorm como «una porción de folk metal con extra queso». En esa crítica, el escritor dice que el arte de tapa es «genial», mientras que en ambos temas los instrumentos de folk metal se lucen y las melodías de los mismos son muy buenas, pero que el cantante es muy power metal. Al final, el escritor calificó al disco con un 7,5 sobre 10 puntos.